# كلايف والفورد
كلايف والفورد ولد يوم 21 اكتوبر 1991هو لاعب كرة قدم أمريكي سابق . لعب كرة قدم جامعية في جامعة ميامي وجربه فريق أوكلاند رايدرز في الجولة الثالثة من اتحاد كرة القدم الأميركي 2015.